# Dermanți, Loveci
Dermanți (în bulgară Дерманци) este un sat în comuna Lukovit, regiunea Loveci,  Bulgaria. 

## Demografie
Componența etnică a satului Dermanți
     Romi (4,55%)
     Bulgari (80,72%)
     Nicio identificare (14,52%)
     Altele (0,18%)
La recensământul din 2011, populația satului Dermanți era de 2.106 locuitori. Din punct de vedere etnic, majoritatea locuitorilor (80,72%) erau bulgari, cu o minoritate de romi (4,55%). Pentru 14,52% din locuitori nu este cunoscută apartenența etnică.